# Godefroi I de Namur
Godefroi de Namur (atestat din 1080; d. 19 august 1139) a fost conte jure uxoris de Porcéan de la 1097 până la moarte, iar din 1102 a devenit conte de Namur.
Godefroi a fost fiul mai mare al contelui Albert al III-lea de Namur cu soția acestuia, Isa de Saxonia, moștenitoare a Laroche.
În 1121, a întemeiat abația de Floreffe.

## Căsătorie și urmași
Godefroi a fost căsătorit în două rânduri.
Prima căsătorie s-a înregistrat în 1087 cu Sibila, fiică a contelui Roger de Château-Porcéan și a soției acestuia, Ermengarda. Sibila și Godefroi au divorțat în 1105, nu înainte de a avea două fiice:
- Elisabeta (menționată la 1141), căsătorită cu Gervasiu, conte de Rethel, iar ulterior cu Clarembaud de Roscy
- Flandrina, căsătorită cu Hugo de Épinoy

În 1109, Godefroi s-a căsătorit pentru a doua oară, cu Ermesinda (d. 1141), fiică a contelui Conrad I de Luxemburg și Clementia de Aquitania și văduvă a contelui Albert I de Egisheim-Dagsburg. Cei doi au avut următorii copii:
- Albert (d. cca. 1127)
- Henric cel Orb (d. 14 august 1196), devenit conte de Luxemburg de la 1136 până la moarte, ca și conte de Namur, Laroche, Durbuy și Longwy între 1139 și 1189; de asemenea, el a fost advocatus a abației Sfântului Maximin din Trier și a abației Sfântului Willibrord din Echternach.
- Clementia (d. 28 decembrie 1158), căsătorită în 1130 cu ducele Conrad I din Casa de Zähringen (d. 1152)
- Alice, căsătorită în jur de 1130 cu contele Balduin al IV-lea de Hainaut (d. 8 noiembrie 1171), împreună cu care va prelua comitatul de Namur în 1163
- Beatrice (d. 1160), căsătorită cu contele Ithier de Rethel (d. 1171)

Împăratul Frederic I Barbarossa a hotărât ca Ermesinda să fie moștenitoarea comitatului de Luxemburg. Comitatul a fost transferat fiului ei, care a devenit conte de Luxemburg ca Henric al IV-lea.